# ملفين بوبان جورج
ملفين بوبان جورج (بالإنجليزية: Melvin Boban George) (5 نوفمبر 1990 بمونروفيا في ليبيريا - ) هو لاعب كرة قدم ليبيري في مركز الوسط.

## وصلات خارجية
- ملفين بوبان جورج على موقع ناشيونال فوتبول تيمز (الإنجليزية)
- ملفين بوبان جورج على موقع Soccerway.com (الإنجليزية)